# Sechs-Punkte-Plan

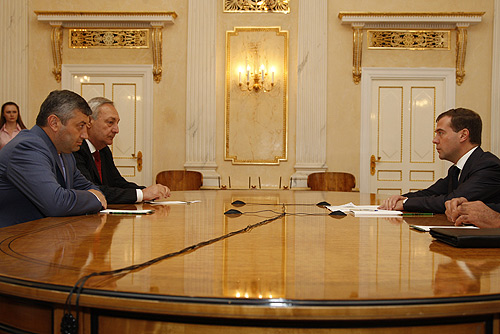
Die Präsidenten Südossetiens und Abchasiens unterzeichnen den Sechs-Punkte-Plan, 14. August 2008

Der Sechs-Punkte-Plan (russisch План Медведева-Саркози Plan Medwedewa-Sarkosi, deutsch ‚Medwedew-Sarkozy-Plan‘) ist ein Waffenstillstandsplan für Georgien, Südossetien und Abchasien, der zur Beilegung des Kaukasus-Konflikts von 2008 entworfen wurde. Der Plan wurde vom französischen Präsidenten und Vorsitzenden des Europäischen Rats, Nicolas Sarkozy, vermittelt, von den EU-Außenministern am 13. August 2008 bestätigt, von Südossetien und Abchasien am 14. August, von Georgien am 15. August und von Russland am 16. August unterzeichnet. Mit der Überwachung wurde die European Union Monitoring Mission in Georgia (EUMM) beauftragt.

## Inhalt
Der Sechs-Punkte-Plan sieht vor:
1. Einen Verzicht auf Gewaltanwendungen.
2. Die endgültige Einstellung aller Kampfhandlungen.
3. Die Gewährleistung eines ungehinderten Zugangs zu humanitären Hilfsgütern.
4. Eine Rückkehr der georgischen Streitkräfte auf ihre ursprüngliche Position.
5. Einen Rückzug der russischen Streitkräfte auf jene Linien, hinter denen sie sich vor Beginn der Kampfhandlungen befunden haben. Die russischen Friedenstruppen sollen zusätzliche Sicherheitsmaßnahmen ergreifen, bis internationale Mechanismen vereinbart sind.
6. Die Aufnahme internationaler Gespräche über Modalitäten für die Sicherheit und Stabilität in Südossetien und Abchasien.
Nach Angaben des stellvertretenden Außenministers Georgiens, Giga Bokeria, gehört zum Sechs-Punkte-Plan ein Brief Sarkozys, der es Russland erlaubt, im Rahmen von Sicherheitsmaßnahmen auch außerhalb Südossetiens und Abchasiens militärisch präsent zu sein. Der Brief hält jedoch fest, dass sich die Erlaubnis nicht auf bewohnte Gebiete und die ost-westliche Autostraße bezieht.
Nach Angaben des UN-Sicherheitsrats sieht der Plan zudem vor, das Mandat der United Nations Observer Mission in Georgia wie vor dem 7. August 2008 fortzusetzen.

## Offene Fragen
Eine Passage zur Souveränität und territorialen Integrität Georgiens fehlt, weil sie nach Angaben von Nachrichtenagenturen in den Friedensverhandlungen von der russischen Regierung abgelehnt worden war. Russland hatte es nach Agenturangaben ebenfalls abgelehnt, die in Punkt 5 genannten zusätzlichen Sicherheitsmaßnahmen auf sechs Monate zu begrenzen und in Punkt 6 Entscheidungen der UNO und der OSZE zur Grundlage zu nehmen. Über Statusfragen gibt es keine expliziten Aussagen.

## Zusatzvereinbarungen
Am 8. September 2008 hat sich Russland nach einem Gespräch zwischen den Staatspräsidenten Dmitri Medwedew und Nicolas Sarkozy zur Beachtung zusätzlicher Punkte verpflichtet. Russland soll danach innerhalb von sieben Tagen seine Friedenstruppen von fünf Beobachtungspunkten auf der Linie Senaki-Poti abziehen.
Der vollständige Abzug der russischen Friedenstruppen soll innerhalb von zehn Tagen nach der Installation internationaler Mechanismen zur Friedenssicherung erfolgen. In diese Mechanismen sollen mindestens 200 Beobachter der EU integriert werden. Diese Mechanismen sollen spätestens bis zum 1. Oktober 2008 eingerichtet werden. Bis zu diesem Zeitpunkt müssen sich die georgischen Truppen in ihre Vorkriegsstandorte zurückzuziehen.
Die Beobachter der UN und der OSZE sollen ihre Arbeit in der Zahl und an den Orten wieder aufnehmen, in der bzw. an denen sie vor dem 7. August 2008 tätig waren. Vorbehalten sind Änderungen durch den Sicherheitsrat der UN oder die Vollversammlung der OSZE.
Die Europäische Union verpflichtete sich, eine Garantie für einen Gewaltverzicht Georgiens zu übernehmen.
Die internationale Diskussion über den Status Südossetiens und Abchasiens soll am 12. Oktober 2008 in Genf beginnen. Dabei sollen Wege zur Garantie der Sicherheit und Stabilität der Region, Lösungen des Problems der Flüchtlinge sowie beliebige Fragen im gegenseitigen Einverständnis besprochen werden.